# ولا
ولا شهری در شهرستان تیودر استان بولکیمده در بورکینافاسوی غربی مرکزی است و جمعیت آن ۱۹۲۷ نفر است.